# Paramuzoa alsopi
Paramuzoa alsopi är en kackerlacksart som beskrevs av Philippe Grandcolas 1993. Paramuzoa alsopi ingår i släktet Paramuzoa och familjen småkackerlackor.
Artens utbredningsområde är Franska Guyana. Inga underarter finns listade i Catalogue of Life.